# Imagine (album van John Lennon)
Imagine is het tweede soloalbum van John Lennon, uit 1971, waaraan Phil Spector, George Harrison en de Plastic Ono Band meewerkten. Het nummer How Do You Sleep? is een bittere aanval op Paul McCartney, met zinnen als Those freaks was right when they said you was dead en The only thing you done was yesterday.

## Tracklist
1. Imagine
2. Crippled Inside
3. Jealous Guy
4. It's So Hard
5. I Don't Wanna Be A Soldier
6. Gimme Some Truth
7. Oh My Love
8. How Do You Sleep?
9. How?
10. Oh Yoko!

## Hitnotering

### NederlandseAlbum Top 100
| Hitnotering: (Week 1 t/m 21) 30-10-1971 t/m 18-03-1972 Hitnotering: (Week 22 t/m 35) 10-01-1981 t/m 11-04-1981 | Hitnotering: (Week 1 t/m 21) 30-10-1971 t/m 18-03-1972 Hitnotering: (Week 22 t/m 35) 10-01-1981 t/m 11-04-1981 | Hitnotering: (Week 1 t/m 21) 30-10-1971 t/m 18-03-1972 Hitnotering: (Week 22 t/m 35) 10-01-1981 t/m 11-04-1981 | Hitnotering: (Week 1 t/m 21) 30-10-1971 t/m 18-03-1972 Hitnotering: (Week 22 t/m 35) 10-01-1981 t/m 11-04-1981 | Hitnotering: (Week 1 t/m 21) 30-10-1971 t/m 18-03-1972 Hitnotering: (Week 22 t/m 35) 10-01-1981 t/m 11-04-1981 | Hitnotering: (Week 1 t/m 21) 30-10-1971 t/m 18-03-1972 Hitnotering: (Week 22 t/m 35) 10-01-1981 t/m 11-04-1981 | Hitnotering: (Week 1 t/m 21) 30-10-1971 t/m 18-03-1972 Hitnotering: (Week 22 t/m 35) 10-01-1981 t/m 11-04-1981 | Hitnotering: (Week 1 t/m 21) 30-10-1971 t/m 18-03-1972 Hitnotering: (Week 22 t/m 35) 10-01-1981 t/m 11-04-1981 | Hitnotering: (Week 1 t/m 21) 30-10-1971 t/m 18-03-1972 Hitnotering: (Week 22 t/m 35) 10-01-1981 t/m 11-04-1981 | Hitnotering: (Week 1 t/m 21) 30-10-1971 t/m 18-03-1972 Hitnotering: (Week 22 t/m 35) 10-01-1981 t/m 11-04-1981 | Hitnotering: (Week 1 t/m 21) 30-10-1971 t/m 18-03-1972 Hitnotering: (Week 22 t/m 35) 10-01-1981 t/m 11-04-1981 | Hitnotering: (Week 1 t/m 21) 30-10-1971 t/m 18-03-1972 Hitnotering: (Week 22 t/m 35) 10-01-1981 t/m 11-04-1981 | Hitnotering: (Week 1 t/m 21) 30-10-1971 t/m 18-03-1972 Hitnotering: (Week 22 t/m 35) 10-01-1981 t/m 11-04-1981 | Hitnotering: (Week 1 t/m 21) 30-10-1971 t/m 18-03-1972 Hitnotering: (Week 22 t/m 35) 10-01-1981 t/m 11-04-1981 | Hitnotering: (Week 1 t/m 21) 30-10-1971 t/m 18-03-1972 Hitnotering: (Week 22 t/m 35) 10-01-1981 t/m 11-04-1981 | Hitnotering: (Week 1 t/m 21) 30-10-1971 t/m 18-03-1972 Hitnotering: (Week 22 t/m 35) 10-01-1981 t/m 11-04-1981 | Hitnotering: (Week 1 t/m 21) 30-10-1971 t/m 18-03-1972 Hitnotering: (Week 22 t/m 35) 10-01-1981 t/m 11-04-1981 | Hitnotering: (Week 1 t/m 21) 30-10-1971 t/m 18-03-1972 Hitnotering: (Week 22 t/m 35) 10-01-1981 t/m 11-04-1981 | Hitnotering: (Week 1 t/m 21) 30-10-1971 t/m 18-03-1972 Hitnotering: (Week 22 t/m 35) 10-01-1981 t/m 11-04-1981 | Hitnotering: (Week 1 t/m 21) 30-10-1971 t/m 18-03-1972 Hitnotering: (Week 22 t/m 35) 10-01-1981 t/m 11-04-1981 |
| Week: | 1 | 2 | 3 | 4 | 5 | 6 | 7 | 8 | 9 | 10 | 11 | 12 | 13 | 14 | 15 | 16 | 17 | 18 | 19 |
| --- | --- | --- | --- | --- | --- | --- | --- | --- | --- | --- | --- | --- | --- | --- | --- | --- | --- | --- | --- |
| Positie: | 9 | 2 | 1 | 1 | 1 | 2 | 2 | 3 | 2 | 3 | 4 | 4 | 4 | 5 | 6 | 6 | 9 | 12 | 11 |
| Week: | 20 | 21 | | 22 | 23 | 24 | 25 | 26 | 27 | 28 | 29 | 30 | 31 | 32 | 33 | 34 | 35 | | |
| Positie: | 17 | 17 | uit | 42 | 28 | 23 | 18 | 12 | 12 | 14 | 20 | 20 | 23 | 25 | 30 | 40 | 46 | uit | |